# Raschbach (Altdorf bei Nürnberg)

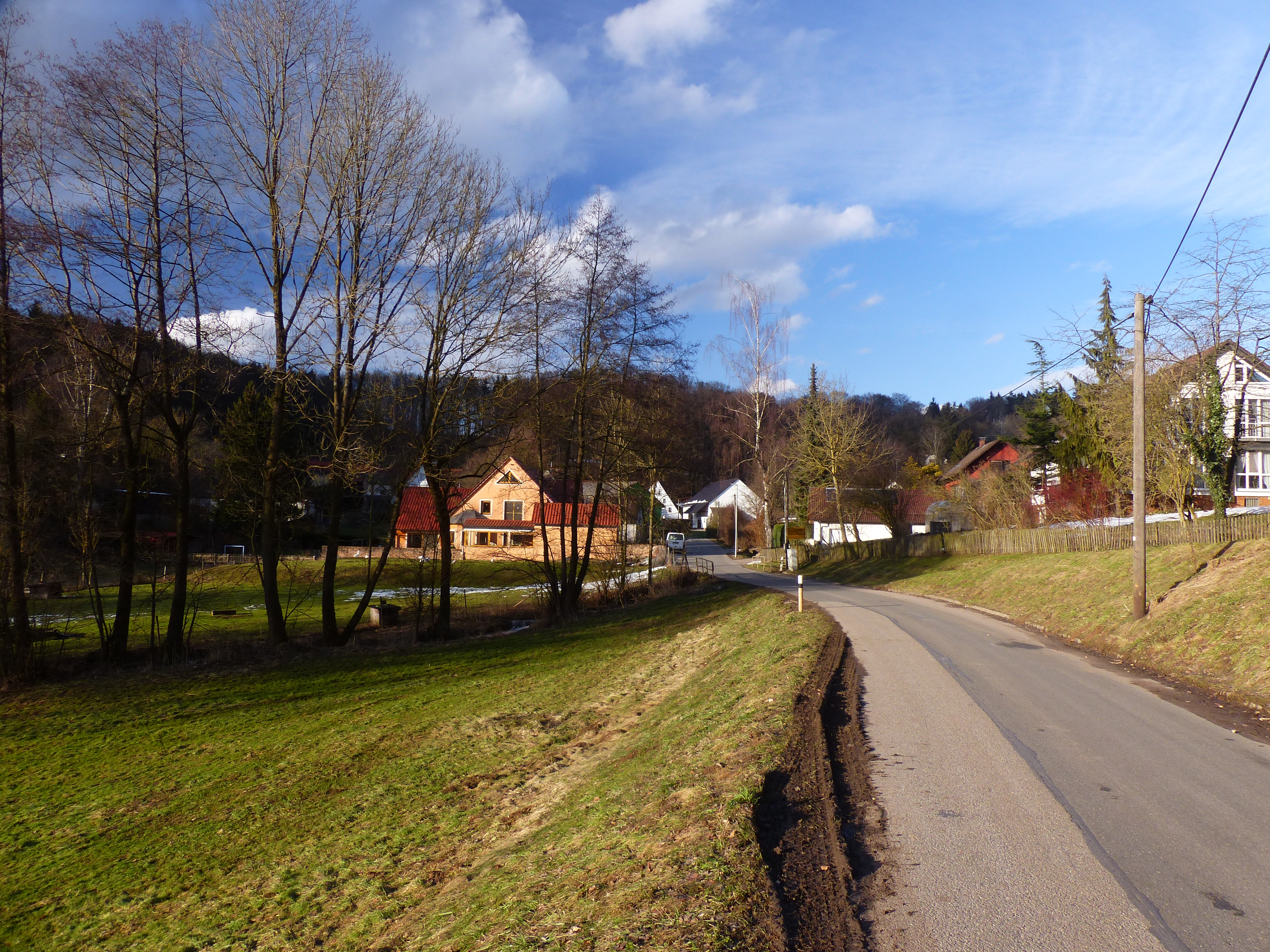
Raschbach, von Süden her gesehen

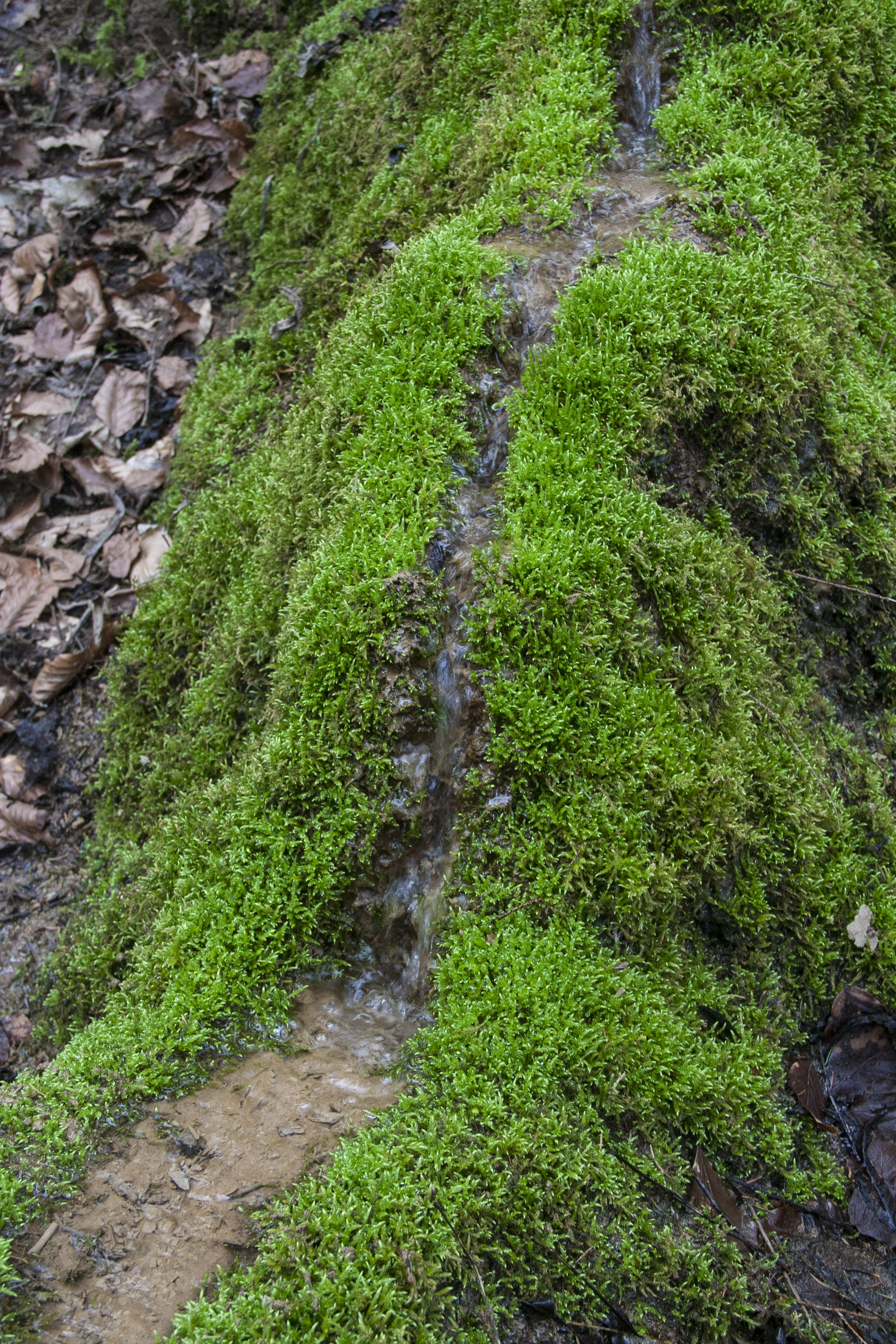
Steinerne Rinne bei Raschbach

Raschbach ist ein Gemeindeteil der Stadt Altdorf bei Nürnberg im Landkreis Nürnberger Land (Mittelfranken, Bayern). Raschbach liegt in der Gemarkung Pühlheim.

## Geografie
Das Dorf liegt im Quellgebiet des Raschbachs, eines rechten Zuflusses der Schwarzach. Das Gelände steigt allseitig – außer im Süden, der Fließrichtung des Raschbachs – zu einer Hochebene der Hersbrucker Alb an. Eine Gemeindeverbindungsstraße führt zur Kreisstraße LAU 24 (1,1 km westlich) bzw. nach Adelheim (1,1 km südlich).
Der Ort besteht aus ca. 25 Gebäuden, wenn man Scheunen und Ställe mitrechnet. Die Straßennamen sind Klingenhofer Straße, Hirtengrabenweg und Raschbacher Straße. Südwestlich von Raschbach ist das Geotop Steinerne Rinne bei Raschbach zu finden.

## Geschichte
Mit dem Gemeindeedikt (frühes 19. Jahrhundert) wurde Raschbach dem Steuerdistrikt Oberrieden und der Ruralgemeinde Pühlheim zugewiesen. Im Zuge der Gebietsreform in Bayern wurde Raschbach am 1. Januar 1978 nach Altdorf eingegliedert.

### Einwohnerentwicklung
| Jahr          | 1987 | 2013 | 2016 |
| Einwohnerzahl | 41   | 46   | 46   |

## Baudenkmäler
- Haus Nr. 7: Wohnstallhaus